# El Potrero de Sataya
El Potrero de Sataya är en ort i Mexiko.   Den ligger i kommunen Navolato och delstaten Sinaloa, i den västra delen av landet, 1 100 km nordväst om huvudstaden Mexico City. El Potrero de Sataya ligger 13 meter över havet och antalet invånare är 1 351.
Terrängen runt El Potrero de Sataya är mycket platt. Runt El Potrero de Sataya är det ganska tätbefolkat, med 155 invånare per kvadratkilometer. Närmaste större samhälle är Navolato, 8,5 km norr om El Potrero de Sataya. Trakten runt El Potrero de Sataya består till största delen av jordbruksmark.